# Samoussy
Samoussy est une commune française située dans le département de l'Aisne, en région Hauts-de-France.

## Géographie
1. Carte dynamique
2. Carte OpenStreetMap
3. Carte topographique
4. Carte avec les communes environnantes

### Hydrographie
La commune est située dans le bassin Seine-Normandie. Elle est drainée par le ruisseau des Barentons, la Buze, le canal des Marais, le cours d'eau 01 de la Chambre aux Loups et le cours d'eau 01 du Marais de la Chambre aux Loups,,.
Le ruisseau des Barentons, d'une longueur de 25 km, prend sa source dans la commune de Festieux et se jette  dans la Souche à Barenton-sur-Serre, après avoir traversé dix communes.
La Buze, d'une longueur de 20 km, prend sa source dans la commune de Courtrizy-et-Fussigny et se jette  dans la Souche à Pierrepont, après avoir traversé dix communes.

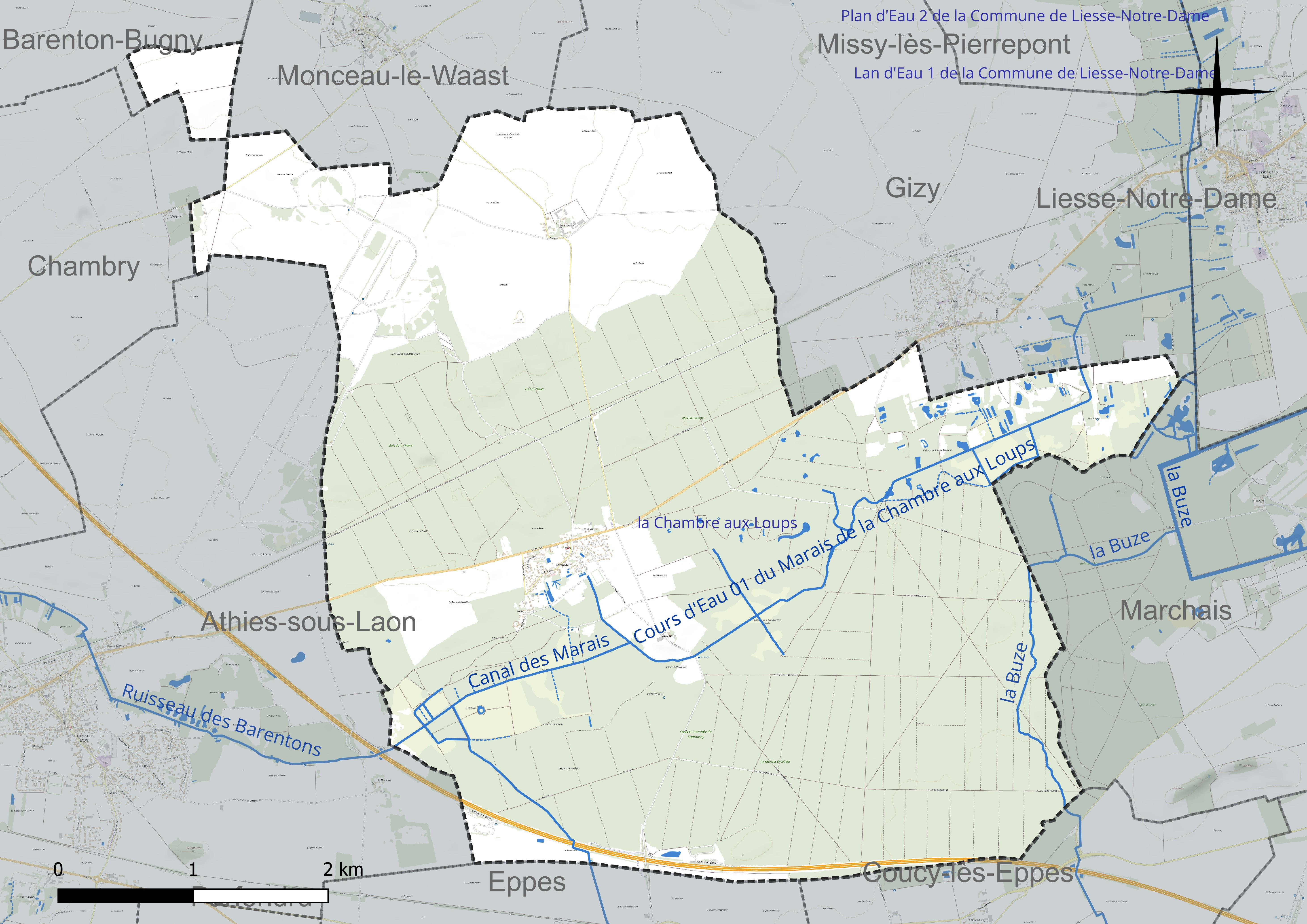
Réseau hydrographique de Samoussy.

Un plan d'eau complète le réseau hydrographique : la Chambre aux Loups (0,8 ha),.

### Climat
Pour des articles plus généraux, voir Climat des Hauts-de-France et Climat de l'Aisne.
En 2010, le climat de la commune est de type climat océanique dégradé des plaines du Centre et du Nord, selon une étude du CNRS s'appuyant sur une série de données couvrant la période 1971-2000. En 2020, Météo-France publie une typologie des climats de la France métropolitaine dans laquelle la commune est exposée à un climat océanique altéré et est dans la région climatique Nord-est du bassin Parisien, caractérisée par un ensoleillement médiocre, une pluviométrie moyenne régulièrement répartie au cours de l'année et un hiver froid (3 °C).
Pour la période 1971-2000, la température annuelle moyenne est de 10,3 °C, avec une amplitude thermique annuelle de 15,1 °C. Le cumul annuel moyen de précipitations est de 729 mm, avec 11,6 jours de précipitations en janvier et 9 jours en juillet. Pour la période 1991-2020, la température moyenne annuelle observée sur la station météorologique la plus proche, située sur la commune de Gizy à 3 km à vol d'oiseau, est de 11,0 °C et le cumul annuel moyen de précipitations est de 724,1 mm,. Pour l'avenir, les paramètres climatiques de la commune estimés pour 2050 selon différents scénarios d'émission de gaz à effet de serre sont consultables sur un site dédié publié par Météo-France en novembre 2022.

## Urbanisme

### Typologie
Au 1er janvier 2024, Samoussy est catégorisée commune rurale à habitat dispersé, selon la nouvelle grille communale de densité à 7 niveaux définie par l'Insee en 2022.
Elle est située hors unité urbaine. Par ailleurs la commune fait partie de l'aire d'attraction de Laon, dont elle est une commune de la couronne,. Cette aire, qui regroupe 106 communes, est catégorisée dans les aires de 50 000 à moins de 200 000 habitants,.

### Occupation des sols
L'occupation des sols de la commune, telle qu'elle ressort de la base de données européenne d'occupation biophysique des sols Corine Land Cover (CLC), est marquée par l'importance des forêts et milieux semi-naturels (65,6 % en 2018), une proportion sensiblement équivalente à celle de 1990 (65,9 %). La répartition détaillée en 2018 est la suivante : 
forêts (65,6 %), terres arables (25,2 %), espaces verts artificialisés, non agricoles (3,9 %), zones humides intérieures (3,6 %), zones urbanisées (1,2 %), prairies (0,6 %).
L'évolution de l'occupation des sols de la commune et de ses infrastructures peut être observée sur les différentes représentations cartographiques du territoire : la carte de Cassini (XVIIIe siècle), la carte d'état-major (1820-1866) et les cartes ou photos aériennes de l'IGN pour la période actuelle (1950 à aujourd'hui).

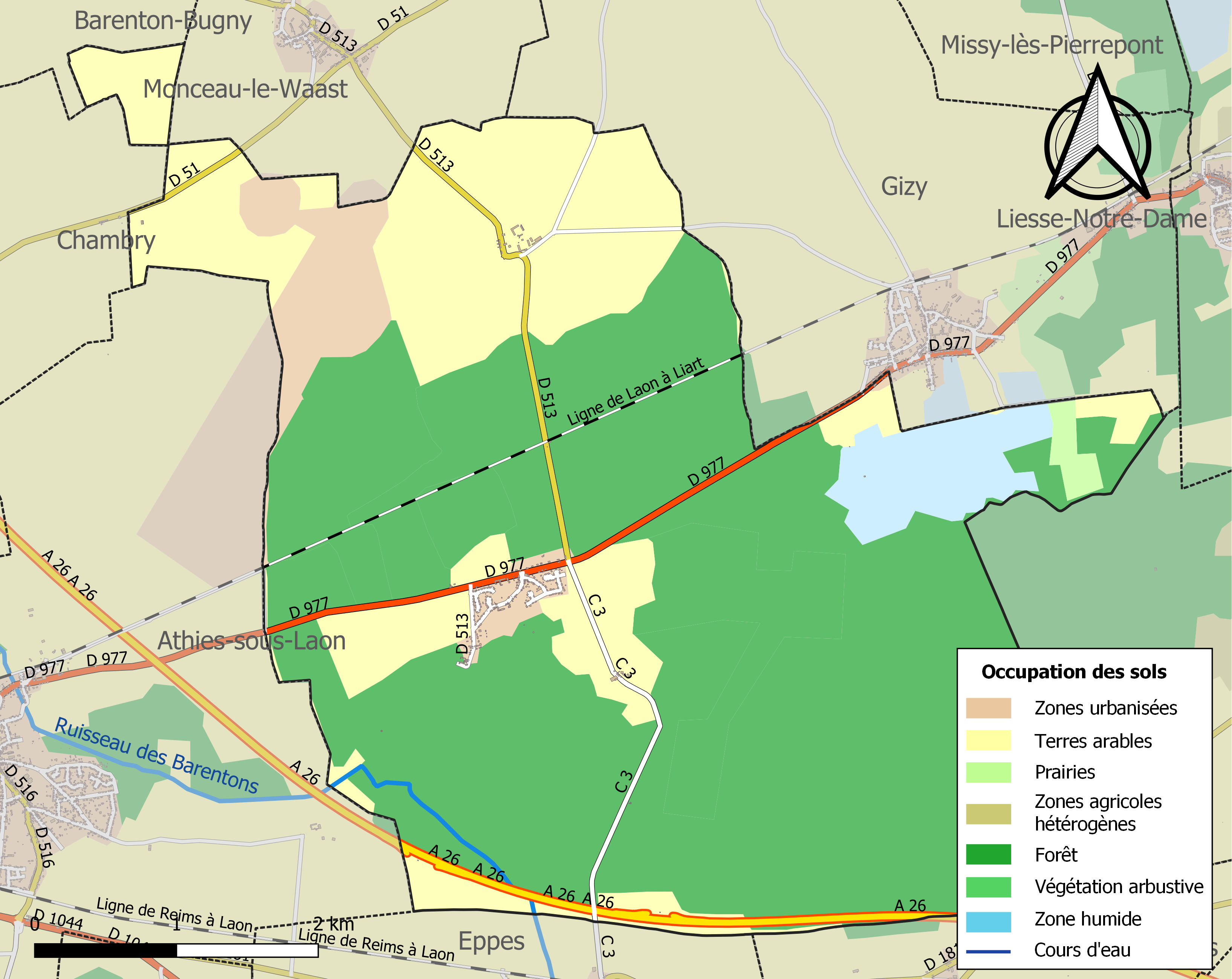
Carte de l'occupation des sols de la commune en 2018 (CLC).

## Toponymie
Le nom de la localité est attesté sous les formes Salmonciacum (766) ; Salmuntiacum (766) ; Salmongiacum-Villa ; Salmunciacum (771) ; Salmunciagum Palatium Publicum (771) ; Saumonci (876) ; Silva Salmoncei (1114) ; Munitio Saumoncei (1128) ; curtes Salmuncei (1141) ; nemus de Saumonciaco (1167) ; terra de Saumoncy (1169) ; Samonci (1266) ; Nemus de Saumoci (1287) ; Saumoucy (1397) ; Samoucy (1404) ; Chaumoussy (1488) ; Saulmoucy (1499) ; Saulmoncy.

## Histoire
Domaine de chasse royal dès l'époque mérovingienne, Samoussy reste un lieu attaché au pouvoir royal jusqu'au XIe-XIIe siècle, notamment grâce à sa proximité avec la ville fortifiée de Laon et le village de Liesse (à 7 km), lieu de pèlerinage important à partir du XIIe siècle.
Dans un texte de 1862 à propos de l'histoire de Liesse et de son pèlerinage (Histoire de Notre-Dame-de-Liesse par les abbés E. et A. Duployé, 1862), il est dit qu'un premier bâtiment royal (très certainement un pavillon de chasse) aurait été construit vers 598 sur l'ordre de la reine Brunehaut. Dans ce même texte, on précise que la base d'une tour, détruite par la suite vers 1860, et des fondations sous forme de fossés larges et profonds existaient encore avant d'être comblés. En l'an 720 serait née à Samoussy Bertrade ou Berthe au Grand Pied, fille de Garibert comte de Laon, mariée à Pépin le Bref, mère de Charlemagne. En l'an 766, le roi Pépin le Bref (†768) est venu célébrer les fêtes de Noêl à Samoussy (Salmonciaci).
Un petit nombre d'historiens [réf. souhaitée] avancent que Charlemagne (v. 742/748 - †814), roi des Francs et futur empereur d'Occident, serait né à Laon et plus exactement en la villa royale de Samoussy située à 8 km du chef-lieu du département de l'Aisne. Il venait participer à de grandes parties de chasse dans la forêt domaniale de Samoussy.
À partir du 26 juin 771, Carloman Ier, qui assurait avec son frère Charlemagne la charge de roi des Francs, tomba gravement malade et se retira dans son palais de Samoussy ; il y rendit son âme à Dieu la veille des nones de décembre de cette même année, soit le 4.

## Politique et administration

### Découpage territorial
La commune de Samoussy est membre de la communauté d'agglomération du Pays de Laon, un établissement public de coopération intercommunale (EPCI) à fiscalité propre créé le 1er janvier 2014 dont le siège est à Aulnois-sous-Laon. Ce dernier est par ailleurs membre d'autres groupements intercommunaux.
Sur le plan administratif, elle est rattachée à l'arrondissement de Laon, au département de l'Aisne et à la région Hauts-de-France. Sur le plan électoral, elle dépend du  canton de Laon-2 pour l'élection des conseillers départementaux, depuis le redécoupage cantonal de 2014 entré en vigueur en 2015, et de la première circonscription de l'Aisne  pour les élections législatives, depuis le dernier découpage électoral de 2010.

### Administration municipale
| Période                                  | Période                       | Identité      | Étiquette | Qualité                                 |
| ---------------------------------------- | ----------------------------- | ------------- | --------- | --------------------------------------- |
| avant 1875                               | après 1876                    | Bruneaux      |           |                                         |
| Les données manquantes sont à compléter. |                               |               |           |                                         |
| mars 1977                                | novembre 2018                 | Roland Soyeux |           | Retraité de l'enseignement (Démission)  |
| décembre 2018                            | En cours (au 13 juillet 2020) | Harry Rivière |           | Retraité Réélu pour le mandat 2020-2026 |

## Démographie
L'évolution du nombre d'habitants est connue à travers les recensements de la population effectués dans la commune depuis 1793. Pour les communes de moins de 10 000 habitants, une enquête de recensement portant sur toute la population est réalisée tous les cinq ans, les populations de référence des années intermédiaires étant quant à elles estimées par interpolation ou extrapolation. Pour la commune, le premier recensement exhaustif entrant dans le cadre du nouveau dispositif a été réalisé en 2004.

En 2022, la commune comptait 387 habitants, en évolution de −0,26 % par rapport à 2016 (Aisne : −1,97 %, France hors Mayotte : +2,11 %).
| 1793 | 1800 | 1806 | 1821 | 1831 | 1836 | 1841 | 1846 | 1851 |
| ---- | ---- | ---- | ---- | ---- | ---- | ---- | ---- | ---- |
| 74   | 108  | 157  | 107  | 119  | 143  | 187  | 210  | 218  |

| 1856 | 1861 | 1866 | 1872 | 1876 | 1881 | 1886 | 1891 | 1896 |
| ---- | ---- | ---- | ---- | ---- | ---- | ---- | ---- | ---- |
| 210  | 215  | 200  | 215  | 213  | 212  | 213  | 220  | 199  |

| 1901 | 1906 | 1911 | 1921 | 1926 | 1931 | 1936 | 1946 | 1954 |
| ---- | ---- | ---- | ---- | ---- | ---- | ---- | ---- | ---- |
| 206  | 199  | 180  | 202  | 262  | 243  | 222  | 103  | 206  |

| 1962 | 1968 | 1975 | 1982 | 1990 | 1999 | 2004 | 2006 | 2009 |
| ---- | ---- | ---- | ---- | ---- | ---- | ---- | ---- | ---- |
| 218  | 203  | 210  | 220  | 410  | 376  | 379  | 379  | 346  |

| 2014 | 2019 | 2022 | - | - | - | - | - | - |
| ---- | ---- | ---- | - | - | - | - | - | - |
| 376  | 384  | 387  | - | - | - | - | - | - |

## Lieux et monuments
- Église Sainte-Geneviève de Samoussy.
- Croix monumentale de Samoussy.
- Un monument aux morts se trouve en face de la mairie.
- Un stèle commémorant la guerre de 1870-1871 se trouve en forêt.
- Un mémorial de l'US Airforce 1944-1945 se trouve au bord de la nationale. Inauguré en 2004, ce mémorial commémore la base américaine A 69, aussi connu sous le nom d'aérodrome de Laon-Athies, situé à cheval sur les communes de Samoussy et d'Athies.
- En souvenir de la naissance supposée de Charlemagne à Samoussy, un restaurant gastronomique a pour raison sociale « Le Relais Charlemagne ».

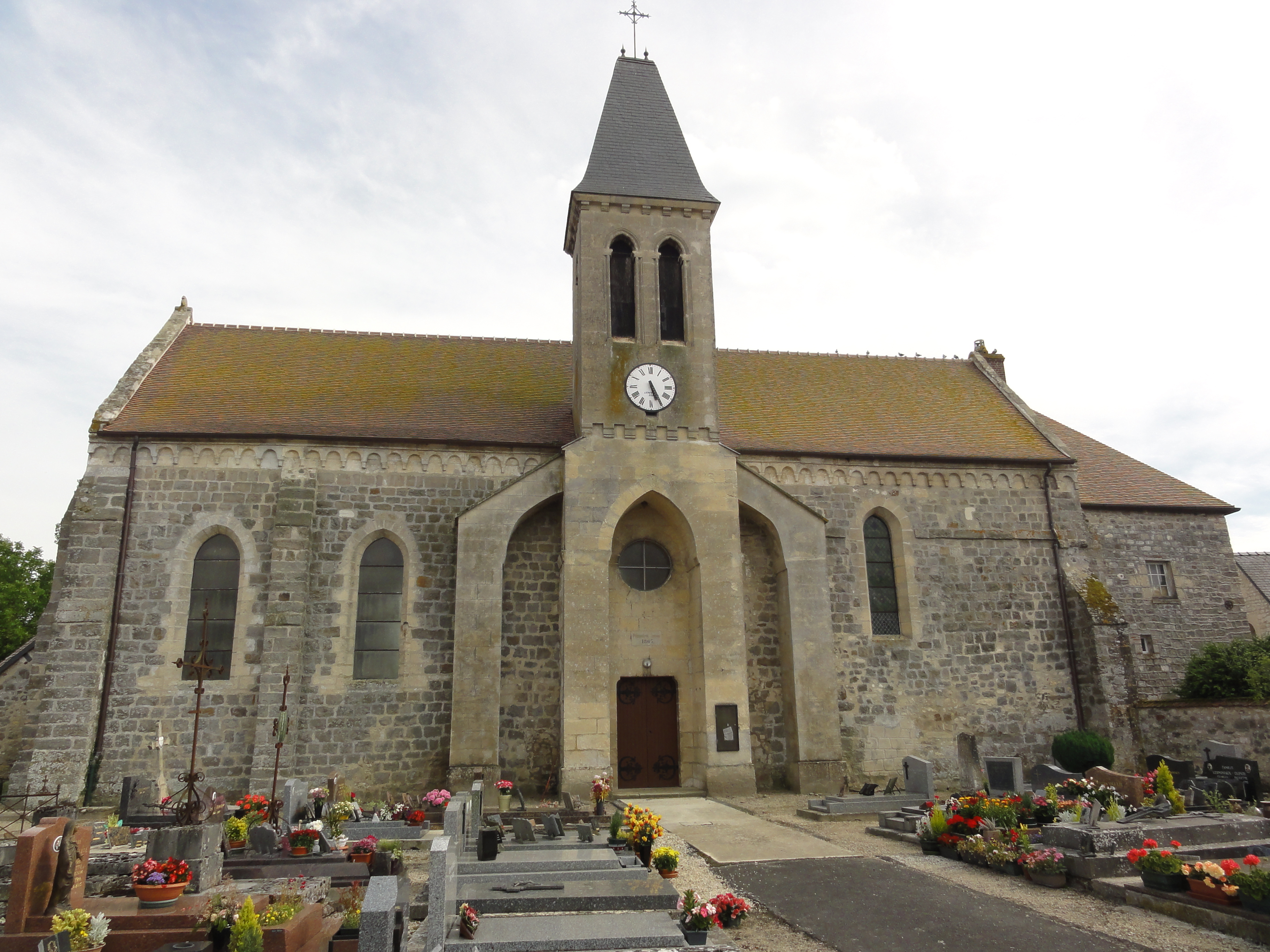
Église Sainte-Geneviève.
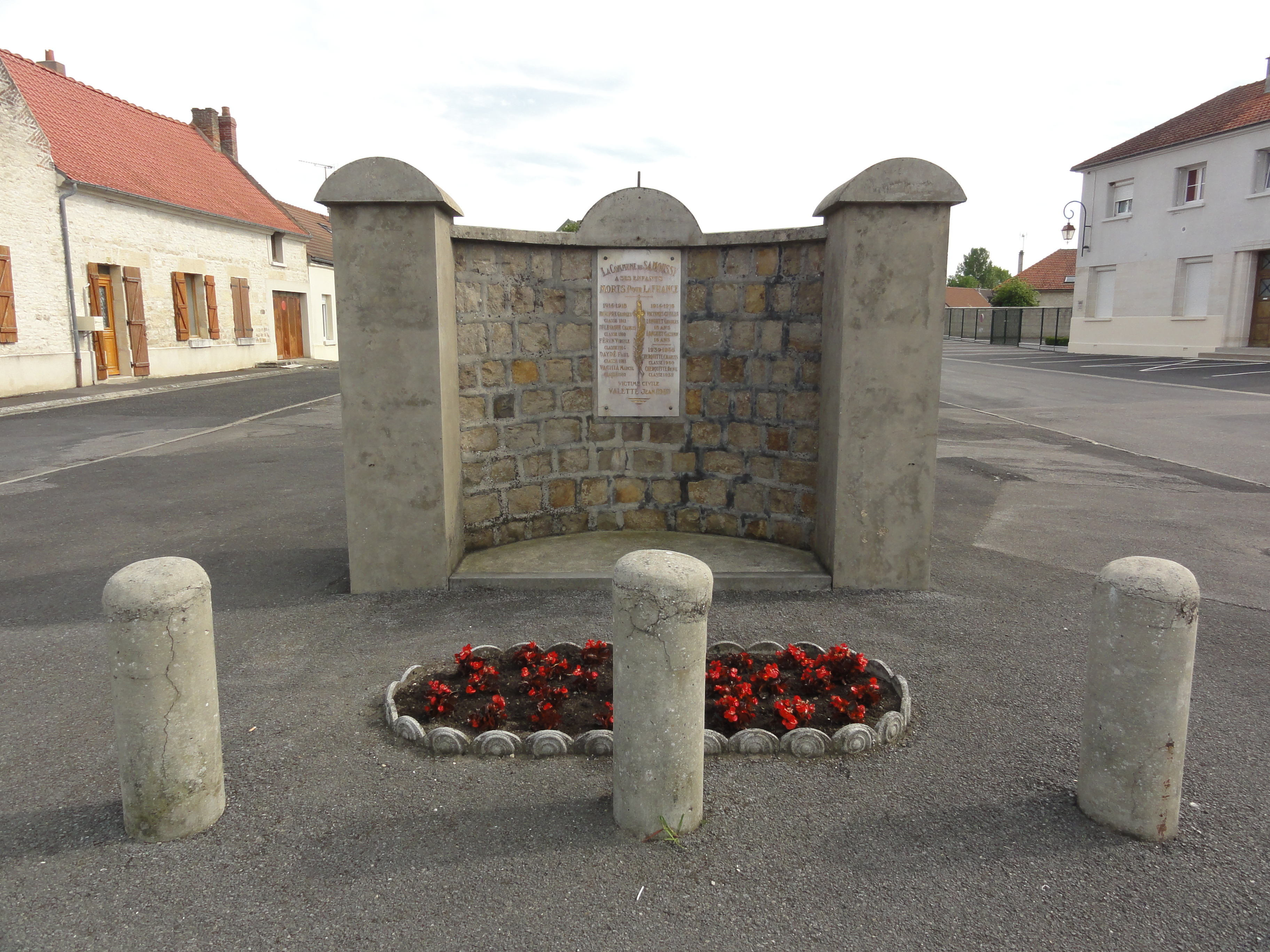
Monument aux morts.
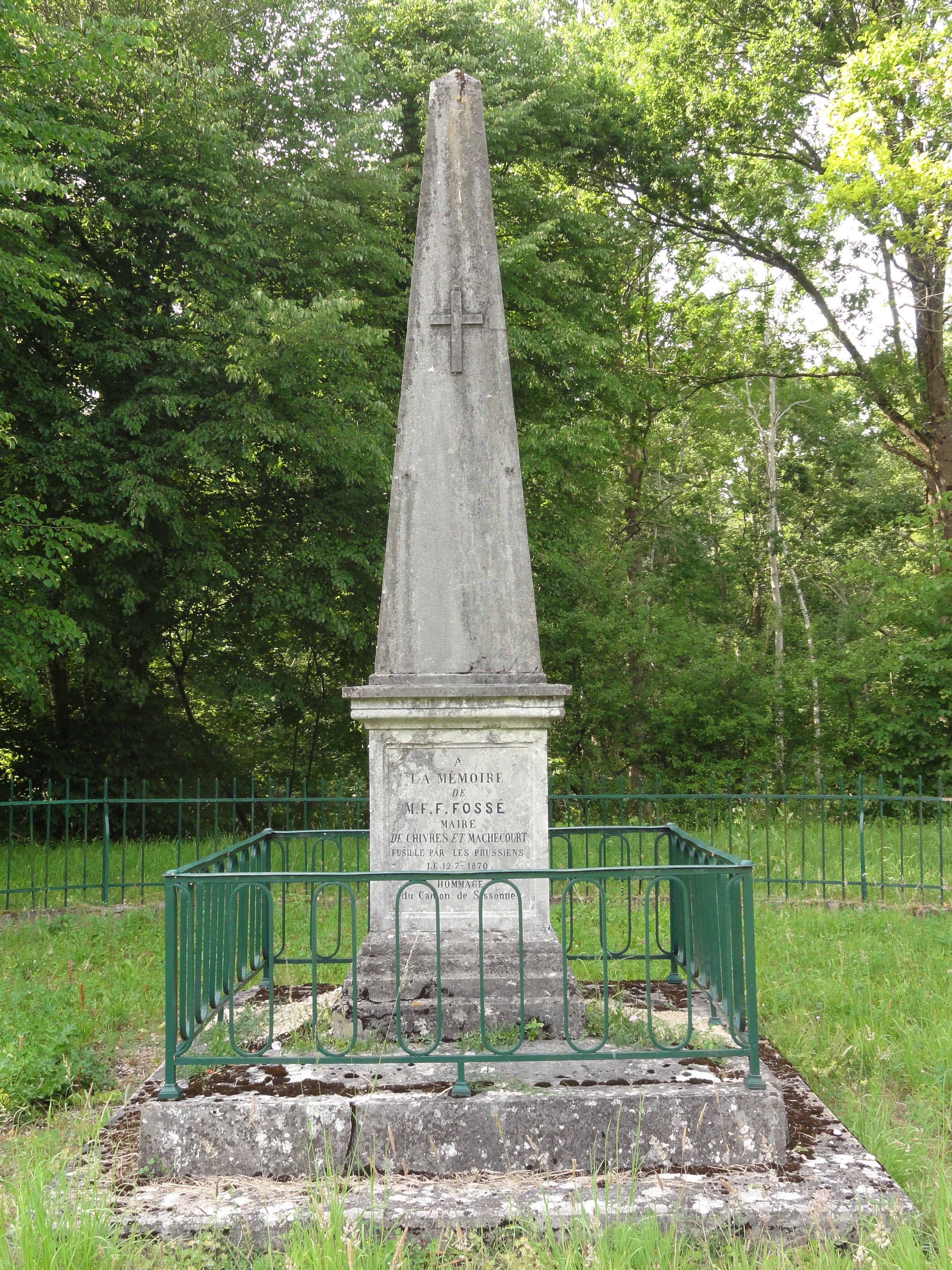
Stèle de la guerre 1870.
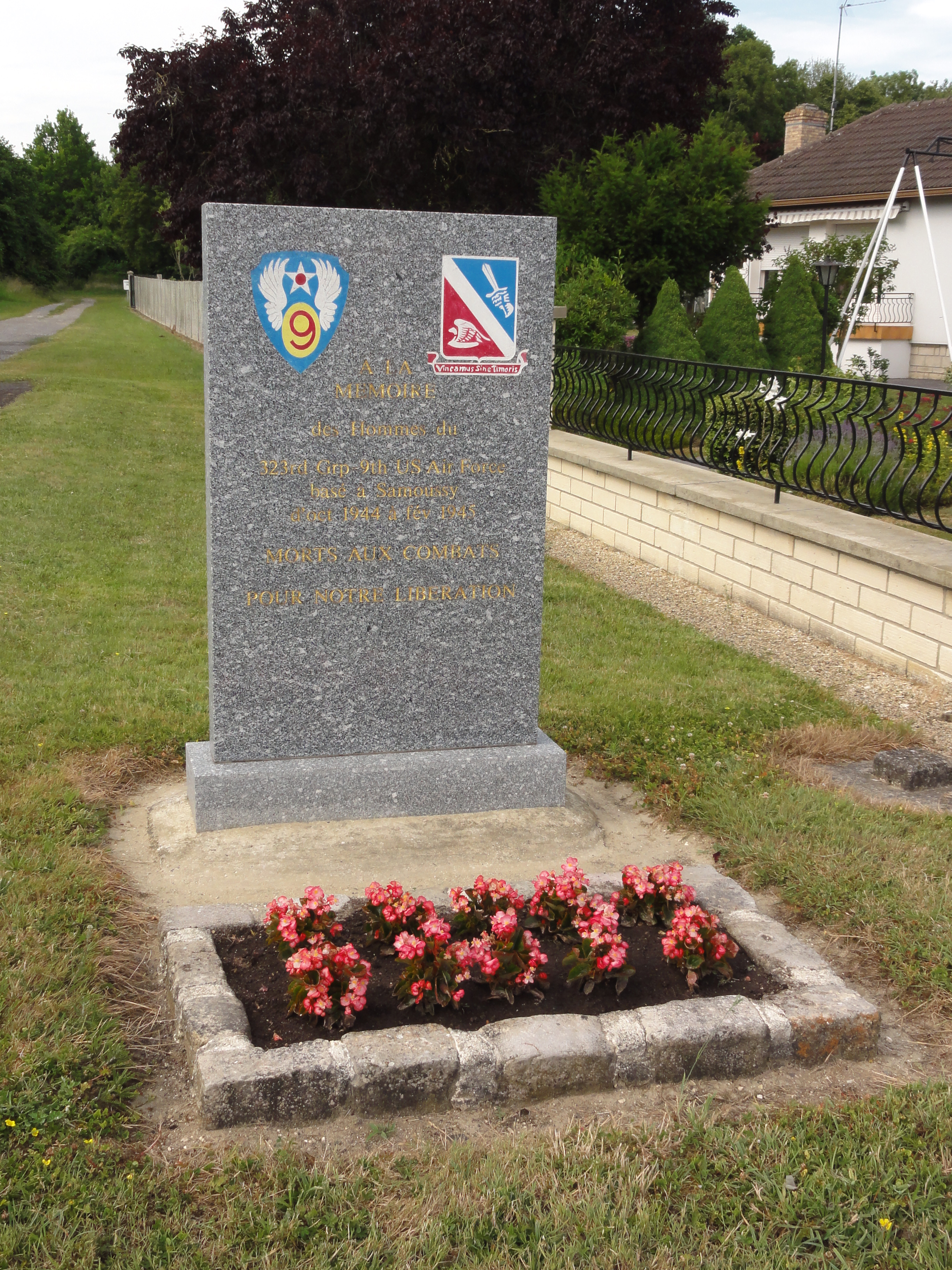
Mémorial US Airforce 1944-1945.
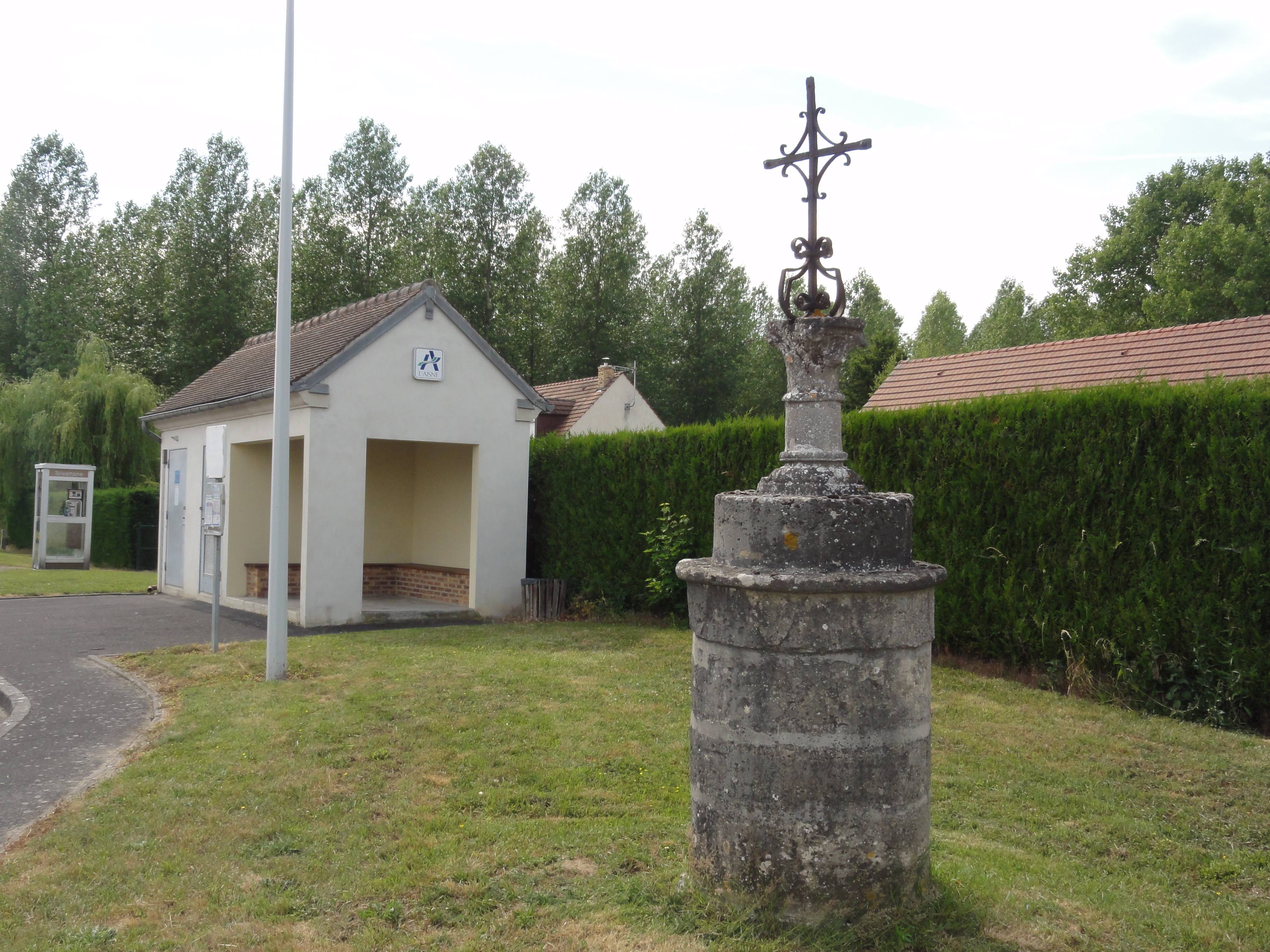
Un vieux calvaire.

## Personnalités liées à la commune
Bertrade de Laon, traditionnellement appelée Berthe au Grand Pied, née vers 720 à Samoussy.